# Bourse Rhodes

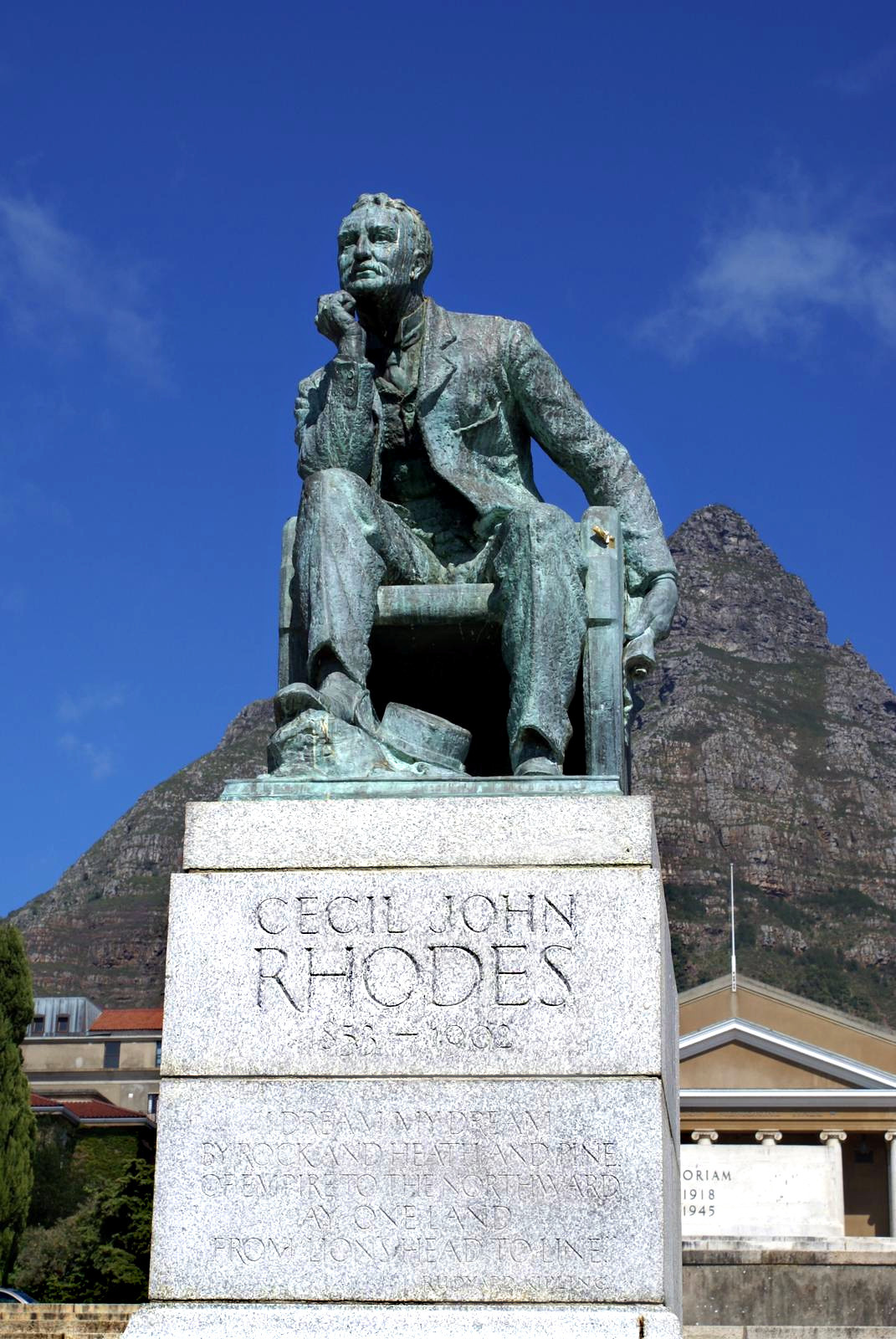
Statue de Cecil Rhodes à l'université du Cap.

Les bourses Rhodes (en anglais : Rhodes Scholarship) sont des bourses universitaires permettant à ses récipiendaires d’étudier à l’université d'Oxford gratuitement pendant une durée d'un, deux ou trois ans. Elles ont été créées en 1902 conformément au testament du Britannique Cecil John Rhodes (1853-1902) dans lequel il précisait que : 

« Aucun étudiant ne doit être disqualifié pour l'obtention d'une bourse d'études en raison de sa race ou de ses opinions religieuses. »

Ces bourses furent longtemps réservées à des hommes, quasi-exclusivement blancs jusqu'en 1962, et ne virent postuler que des étudiants originaires des pays du Commonwealth, ainsi que des États-Unis et d’Allemagne. L'exclusion des femmes donna naissance à une controverse et conduisit, en 1953, à la création des bourses de type Marshall Scholarship. Depuis 1976, les femmes peuvent aussi être allocataires de la bourse Rhodes. Elles sont maintenant ouvertes à des étudiants du monde entier.

## Administration
Les bourses Rhodes sont administrées et attribuées par le Rhodes Trust, situé Rhodes House à Oxford. Les statuts de cette fondation de droit anglais ont été modifiés par quatre lois du Parlement britannique : le Rhodes Estate Act de 1916, le Rhodes Trust Act de 1929, le Rhodes Trust Act de 1946 et le Rhodes Trust (Modification) Order de 1976, un instrument statutaire permettant de mettre en conformité les statuts du trust avec la loi britannique de 1975 visant à lutter contre la discrimination sexuelle (Sex Discrimination Act 1975). 
Elizabeth Kiss est l'actuelle présidente du Rhodes Trust.

## Origine
Les bourses ont été décernées selon les termes énoncés dans le sixième et dernier testament de Cecil John Rhodes, daté du 1er juillet 1899 et annexé par plusieurs codicilles jusqu'en mars 1902.
Dans son testament, Cecil Rhodes prévoyait la création d'une fondation (la Rhodes Trust) chargée de la gestion d'une bourse scolaire. Celle-ci, la Rhodes Scholarships, permet aux étudiants les plus méritants de poursuivre leurs études gratuitement à l'université d'Oxford. 
Dans l'esprit de Rhodes, les bourses sont créées pour deux raisons : promouvoir l'unité au sein de l'empire britannique et renforcer les relations diplomatiques entre la Grande-Bretagne et les États-Unis d'Amérique. Rhodes pense que les collèges des universités étaient le lieu idoine pour que les futurs dirigeants mondiaux puissent se rencontrer et échanger. Selon ses propres mots, l'objectif est encourager et favoriser une union des peuples anglophones à travers le monde. Dans une optique diplomatique similaire, Rhodes a également légué des bourses à des étudiants allemands dans l'espoir d'améliorer les relations entre l'Angleterre, l'Allemagne et les États-Unis d'Amérique afin de garantir la paix (révoquée en 1916).

## Extensions des bénéficiaires aux femmes, aux personnes de couleurs et aux non anglo-saxons
Les convictions anglo-suprémacistes exprimées par Rhodes, particulièrement dans sa profession de foi d'université de 1877, sont souvent mentionnées à son encontre. Idéaliste et en homme de son temps, Rhodes a exprimé sans ambiguïté son rêve de voir la civilisation et le modèle britannique triompher. En 1902, l'Empire britannique est la première puissance mondiale et Oxford représente à ses yeux le moule civilisateur par excellence. Rien dans la volonté ou dans aucun autre écrit de Rhodes ne suggère son désir d'éduquer les non-Européens ni même les non anglo-saxons même si aucun n'est explicitement exclu. L'objectif de sa bourse reste néanmoins de privilégier le recrutement de futurs défenseur de la civilisation anglo-saxonne et britannique. Dans le contexte de son époque, il apparait ainsi peu probable pour Rhodes, pour les administrateurs de la bourse et pour l'université d'Oxford, de suggérer que soient attribuées des bourses universitaires à  des personnes de couleurs ou à des femmes. En outre, l'Université d'Oxford exigeait que tous les candidats à une bourse passent un examen comprenant le grec ancien et le latin. Il aurait été très inhabituel que ces matières élitistes soient enseignées à des personnes de couleur dans les colonies africaines et que des noirs soient même admis dans les écoles anglophones d'Afrique australe qui enseignaient ces matières. 

Sur le plan factuel, les quatre écoles privées sud-africaines mentionnées dans le testament de Rhodes pour recevoir une bourse annuelle (le Boys High School de Stellenbosch, le Collège diocésain de Rondebosch, le South African College Schools de Newlands et le collège St Andrew de Grahamstown) étaient anglophones, n'admettaient que les garçons et les blancs (l'éducation des enfants noirs, non prévues dans les colonies d'Afrique australe, étant le cas échéant assurée bénévolement par des missions religieuses). Ces 4 écoles ont par la suite été ouvertes aux anciennes élèves de leurs écoles partenaires (filles ou écoles mixtes). 
Cependant, dès 1907 (5 ans après la mort de Rhodes), un noir américain, Alain Locke, est le premier récipiendaire d'une bourse Rhodes pour étudier à Oxford où il connait néanmoins des difficultés à se faire inscrire. 
Par la suite, aucun noir ne fut allocataire jusqu'en 1962, quand la bourse est attribuée de nouveau à des afro-américains,  Stan Sanders et John Edgar Wideman. D'autres afro-américains seront par la suite chaque année allocataires de la bourse comme Kurt Schmoke, futur premier maire noir de Baltimore tandis qu'en 1978, Karen Stevenson sera la première afro-américaine bénéficiaire de la bourse Rhodes,. 
En Afrique du Sud, dans les années 70, à la suite de protestations et de pétitions contre l'exclusivité raciale des bourses Rhodes, celles-ci sont modifiées et élargies tant aux femmes qu'aux personnes de couleur. 

L'ouverture se fait d'abord vers les femmes alors que le Parlement britannique adopte, en 1975, une loi contre la discrimination sexuelle amenant les administrateurs du Trust (de droit anglais) à demander au Secrétaire d'État britannique à l'éducation d'admettre l'éligibilité des femmes à la bourse Rhodes. En 1976, Sheila Niven devint la première sud-africaine récipiendaire de la bourse et l'année suivante, 24 femmes (sur un total de 72 universitaires) furent sélectionnées dans le monde. 

L'ouverture vers les non blancs sud-africains (coloureds, indiens, noirs) est concomitant à cette ouverture aux femmes. En 1977, Ramachandran Govender est ainsi le premier sud-africain non blanc allocataire de la bourse suivi en 1978 par Loyiso Nongxa, le 1er sud-africain noir récipiendaire de la bourse Rhodes (mathématicien et futur vice chancelier de l'université du Witwatersrand). 
Si la déségrégation générale des établissements publics scolaires sud-africains a lieu au début des années 90, dans le contexte des négociations institutionnelles entre le gouvernement sud-africain et le congrès national africain, quatre des neuf bourses accordées à l'Afrique du Sud ne restent encore ouvertes qu'aux étudiants et anciens élèves des écoles mentionnées dans le testament et à leurs écoles partenaires.
Sur les 5 000 bourses Rhodes accordées entre 1903 et 1990, environ 900 sont allées à des étudiants originaires d'Afrique.

## Attribution
Conformément aux souhaits de Cecil Rhodes, « il importe avant tout qu’un candidat ait manifesté un talent marqué pour l’étude et des aptitudes intellectuelles de niveau élevé. L’intégrité, l’altruisme, l’esprit d’initiative, les qualités de meneur et l’intérêt porté à ses contemporains sont autant d’attributs nécessaires, de même que l’énergie pour mettre pleinement à profit ses talents ». 
La bourse Rhodes est habituellement accordée pour une durée de deux ans, selon le programme suivi par le boursier qui doit être originaire d'un pays ou ancien pays du Commonwealth ou bien d'Allemagne ou des États-Unis. Ce qui excluait entre autres les pays latins et les étudiants ayant fait leurs humanités classiques grec et latin. 
Depuis 2015, les étudiants de la république populaire de Chine peuvent être récipiendaires d'une bourse Rhodes.

## Liste de boursiers
- Tony Abbott (1957- ), Premier ministre d'Australie entre 2013 et 2015
- Marius Barbeau (1883-1969), anthropologue, ethnologue et folkloriste canadien de 1910 à 1969 (boursier 1908-1910, Oxford)
- Jean Beetz (1927-1991), avocat, professeur, puis juge canadien
- Albrecht Theodor Andreas Graf von Bernstorff (1890-1945), allemand, diplomate, puis résistant au nazisme.
- Claude Bertrand (1917-2014), neurologue canadien
- Daniel J. Boorstin (1914-2004), universitaire et juriste américain, puis bibliothécaire (1975-1987) de la Bibliothèque du Congrès des États-Unis
- Léo Bureau-Blouin (1991- ), juriste québécois, assistant de justice du juge en chef de Cour suprême du Canada, plus jeune député de l'histoire de l'Assemblée nationale du Québec à l'âge de 20 ans
- Guido Calabresi (1932- ), professeur américain de droit, puis juge
- Clarence Campbell (1905-1984), diplômé en droit et lettre, arbitre (1933-1939), puis président (1946-1977) de la Ligue nationale de hockey
- Norman Cantor (1929-2004), médiéviste américain (né au Canada)
- Wesley Clark (1944- ), commandant en chef des forces de l'OTAN entre 1997 et 2001
- Bill Clinton, (1946- ), président des États-Unis de 1993 à 2001
- Guy L. Coté (1925-1994), réalisateur canadien de documentaires puis producteur à l'ONF, fondateur de la Cinémathèque québécoise
- Zelman Cowen (1919-2011), professeur australien de droit
- Paul-André Crépeau (1926-2011), professeur canadien de droit (boursier 1950-1952, Oxford)
- Thomas De Koninck (1934- ), professeur canadien de philosophie
- Edward Eagan (1897-1967), avocat, athlète, seul double médaillé d'or aux Jeux olympiques en été et en hiver (Boxe en 1920 et Bobsleigh en 1932)
- John Carew Eccles (1903-1997), neurophysiologiste australien (boursier 1927-1929, Oxford), prix Nobel de médecine 1963
- William Howard Feindel (1918-2014), professeur-chercheur Canadien, en neurologie et neurochirurgie
- Russ Feingold (1953- ), homme politique américain
- L. Yves Fortier (1935- ), avocat, homme d'affaires, et diplomate canadien (boursier 1960-1961, Oxford)
- Roger Gaudry (1913-2001), scientifique canadien, puis recteur de l'université de Montréal
- Paul-Arthur Gendreau (1939- ), avocat puis juge canadien (boursier 1964-1965)
- Paul Gérin-Lajoie (1920-2018), avocat, homme politique, puis philanthrope canadien
- Brian Greene (1963- ), professeur américain de physique
- Kate Harris (1982- ), auteure canadienne
- Bob Hawke (1929-2019), premier ministre d'Australie de 1983 à 1991
- Jan Hendrik Hofmeyr (1894-1948), homme politique d'Afrique du Sud
- Gueorgui Pavlovitch Ignatiev (1913-1989), diplomate du Canada, comte de l'Empire russe.
- Bobby Jindal (1971- ), homme politique américain
- Girish Karnad (1938-2019), dramaturge et acteur indien
- Marcel Lambert (1919-2000), homme politique Canadien (boursier 1946-1948, Oxford)
- Richard Lugar (1932- ), homme politique américain
- John Macalister (1914-1944), agent canadien du service secret britannique
- Norman Manley (1893-1969), chef du gouvernement de la Jamaïque (1955-1961).
- Patrick D. McTaggart-Cowan (1912-1997), météorologue canadien
- Hilgard Muller (1914-1985), avocat, ambassadeur et homme politique d'Afrique du Sud
- Rex Murphy (1947- ), commentateur politique canadien
- Wilder Penfield (1891-1976), chercheur canadien, pionnier en neurologie et neurochirurgien (né aux États-Unis)
- Patrick Pichette (1963- ), gestionnaire québécois, premier vice-président et directeur financier de Google du 1er août 2008 à mars 2015
- Bob Rae (1948- ), homme politique canadien
- Georges Rosen (1895-1961), diplomate allemand
- Pardis Sabeti (1975- ), généticienne de l'évolution irano-américaine
- Paul Sarbanes (1933- ), un homme politique américain
- Ernst Friedrich Schumacher (1911-1977), économiste britannique
- Anasuya Sengupta (1974- ), poétesse indienne
- Neil Smelser (1930- ), sociologue américain (boursier 1952-1954, Oxford)
- George Steiner (1929-2020),  écrivain anglo-franco-américain, spécialiste de littérature comparée et de théorie de la traduction, essayiste, critique littéraire et philosophe (boursier en 1950)
- Clarence Streit (1896-1986), fédéraliste atlantiste américain
- John Turner, (1929- ), homme politique canadien
- Michel Vennat (1941- ), avocat canadien
- David Vitter (1961- ), homme politique américain
- Gordon Wasserman, baron Wasserman (1938-), homme politique britannique et membre de la Chambre des lords
- James Woolsey (1941- ), patron de la CIA de 1993 à 1995
- Hou Yifan (1994- ), championne du monde d'échecs
- Katharine Wilkinson, écrivaine américaine, professeure, militante contre le changement climatique
- Mancur Olson (1932-1998), économiste américain spécialiste de l'action collective